# Wood Village
Wood Village ist eine Stadt im Multnomah County im US-Bundesstaat Oregon. Das U.S. Census Bureau hat bei der Volkszählung 2020 eine Einwohnerzahl von 4.387 ermittelt. Trotz des Namens ist Wood Village als Stadt klassifiziert.

## Geschichte
1887 errichteten die englischen Einwanderer George und Hannah Shaw im Zuge des Aufbaus der transkontinentalen Eisenbahnverbindung nach Osten, ein heute als Pflegeheim dienendes zweistöckiges Bauernhaus. Dieses Haus markiert die Stelle an der Wood Village entstehen sollte. Der italienische Einwanderer Stephen A. Arata erwarb das Haus 1907 und machte es zu einer Haltestelle der Bahnlinie, die als Arata Station bekannt wurde. 
1942 ließ die Reynolds Aluminium-Fabrik dann hier zu ihrer Industrieansiedlung eine Arbeitersiedlung mit 183 Häusern und 264 Wohnungen, Straßen, Geschäfte, Kanalisation, Kläranlage, Straßenbeleuchtung und ein Gemeinschaftsgebäude errichten. 1951 wurde Wood Village als Stadt registriert. Der Donald L. Robertson Gemeinschaftspark wurde 2001 eröffnet.

## Bevölkerung
Nach der Volkszählung von 2000 gab es 2860 Menschen, 1014 Haushalte und 701 Familien in der Stadt. Die Bevölkerungsdichte betrug 1162,4 pro km². Es wurden 1089 Wohneinheiten mit einer durchschnittlichen Dichte von 442,6 pro km² registriert.